# Pseudolorryia crocea
Pseudolorryia crocea är en spindeldjursart som först beskrevs av Carl von Linné 1758.  Pseudolorryia crocea ingår i släktet Pseudolorryia, och familjen Tydeidae. Arten är reproducerande i Sverige.